# Onutė Narbutaitė
Onutė Narbutaitė-Skirmantienė (født 12. juni 1956 i Vilnius, Litauen) er en litauisk komponist og lærer.
Narbutaitė studerede komposition på Musikkonservatoriet i Vilnius hos Julius Juzeliūnas. Hun underviste i teori og musikhistorie på samme institution (1979-1982). Narbutaitė har skrevet 4 symfonier, orkesterværker, kammermusik, korværker, vokalmusik, instrumentalværker etc. Hun lever i dag som freelance-komponist i Vilnius. Hun modtog den Litauiske Nationalpris (1997). 

## Udvalgte værker
- Symfoni nr. 1 (1979) - for orkester
- Symfoni nr. 2 "med triangel" (1996) - for orkester
- Symfoni nr. 3 (2001) - for orkester
- Symfoni nr. 4 "Flodbredens Symfoni" (2007) - for orkester